# Josef Přibyl (šachista)
Josef Přibyl (* 12. října 1947) je český mezinárodní mistr (IM) (1972) a medailista mistrovství Československa (1971, 1972, 1980, 1982, 1983).

## Životopis
Šachy začal hrát v 12 letech za Spartak Kbely. O čtyři roky později v letech 1964 a 1965 vyhrál Mistrovství Československa dorostenců a dokázal připojit i titul mistra republiky v korespondenčním šachu. V roce 1966 odmaturoval na Střední škole spojové techniky v oboru slaboproud. Během dvouleté základní vojenské služby se úspěšně zúčastnil turnajů spřátelených armád a mistrovství Československa v Bratislavě 1967 a v rámci soutěže družstev získal jako člen družstva Ústředního domu armády titul mistra republiky.
Jeden rok zastával funkci sekretáře Šachového svazu na Československém svazu tělesné výchovy a sportu (ČSTV).
V 70. a 80. letech 20. století byl Josef Přibyl jedním z předních českých šachistů. Byl účastníkem mnoha mistrovství Československa, kde vyhrál stříbrnou medaili (1983) a 4 bronzové (1971, 1972, 1980, 1982).
Josef Přibyl reprezentoval Československo na několika olympiádách:
- poprvé v roce 1970, kde hrál jako první náhradník na 19. Šachové olympiádě v Siegenu (+1, =5, -0),
- dále v roce 1972, kde hrál jako první náhradník na 20. šachové olympiádě ve Skopji (+2, =2, -4),
- a v roce 1974 kde Československo reprezentoval na čtvrté šachovnici 21. šachové olympiády v Nice (+7, =8, -2).

Josef Přibyl hrál za Československo na Mistrovství Evropy v šachu družstev:
- v roce 1970, na 9. šachovnici v 4. Mistrovství Evropy v šachu družstev v Kapfenbergu (+1, =4, -1),
- v roce 1977 na páté šachovnici 6. Mistrovství Evropy v šachu družstev v Moskvě (+1, =4, -2),
- v roce 1980 jako druhý náhradník na 7. Mistrovství Evropy v šachu družstev ve Skaře (+1, =1, -2)

V roce 1991 založil šachovou sekci pod Akademií Jana Ámose Komenského v Praze a začal šach vyučovat. K jeho žákům patřil i velmistr David Navara. I nadále občas hraje.
Spolupracoval s vicemistryní světa Nanou Ioseliani. V Akademii Jana Ámose Komenského v Praze účinkovali přední šachisté jako například Alexej Širov, Vladimír Jepišin, Zbyněk Hráček, Luděk Pachman a mnoho dalších. Mezi nejlepší absolventy patří velmistr David Navara (GM), mezinárodní mistři Petr Jirovský, Jan Šuráň, Martin Přibyl, velmistryně Petra Krupková a další.

## Trenérská činnost
- David Navara (GM) – nejúspěšnější svěřenec Josefa Přibyla. V šestnácti letech získal titul mezinárodního velmistra (GM), momentální česká jednička. K roku 2021 42. nejlepší šachista světa podle fide.com. Mezi jeho největší úspěchy patří 6. místo na evropském šampionátu 2004, 8,5 bodu z 12 partií na první šachovnici během 37. šachové olympiády v roce 2006.
- Vlastimil Hort (GM) – blízká spolupráce při přípravě na mezipásmové turnaje a zápasy kandidátů (1977), pásmový turnaj 1969 Atény 2. místo, mezipásmové turnaje (1970) Palma de Mallorca 13. místo, 2. místo v Manile (1976) a šesté místo v Tunisu (1985).
- Eliška Richtrová (WGM) – pětinásobná mistryně Československa, dvojnásobná mistryně České republiky, účast na mezipásmovém turnaji mistrovství světa žen v letech 1982,1987, 1990, postup do turnaje kandidátek MS. Třikrát reprezentovala Československo a Českou republiku na šachových olympiádách žen.
- Petra Krupková (WGM) – mistryně ČR 1992, 1993, mezinárodní velmistryně.

## Publikace
- 1984 – Josef Přibyl, Vlastimil Hort: Wie spielt man Sizilianisch?
- 1985 – Josef Přibyl, Vlastimil Hort: Pirc-Ufimcevova obrana
- 1990 – Josef Přibyl, Alexander Volčok: Učebnice střední hry
- 1992 – dodnes – Československý šach